# General Villegas (kommunhuvudort i Argentina)
General Villegas är en kommunhuvudort i Argentina.   Den ligger i provinsen Buenos Aires, i den centrala delen av landet, 400 km väster om huvudstaden Buenos Aires. General Villegas ligger 112 meter över havet och antalet invånare är 18 275.
Terrängen runt General Villegas är mycket platt.
Trakten runt General Villegas består till största delen av jordbruksmark. Runt General Villegas är det mycket glesbefolkat, med 4 invånare per kvadratkilometer.